# Week-end chez Bernie
Série
Week-end chez Bernie 2
(1993)
Pour plus de détails, voir Fiche technique et Distribution.
Week-end chez Bernie (Weekend at Bernie's) est un film américain réalisé par Ted Kotcheff, sorti en 1989. Le film connaîtra une suite Week-end chez Bernie 2 (Weekend at Bernie's II).

## Synopsis
Larry et Richard ont l'ambition de réussir dans la société d'assurance où ils travaillent. Ayant découvert des problèmes de paiement sur les assurances-vie, ils préviennent leur patron, Bernie, qui n'est pas irréprochable et projette de se débarrasser d'eux. Quand ils arrivent chez lui, c'est lui qui est mort.

## Fiche technique
- Titre original : Weekend at Bernie's
- Titre français : Week-end chez Bernie
- Réalisation : Ted Kotcheff
- Scénario : Robert Klane
- Photographie : François Protat
- Musique : Andy Summers
- Pays d'origine :  États-Unis
- Genre : comédie
- Durée : 97 minutes[1]
- Date de sortie : 5 juillet 1989

## Distribution
- Andrew McCarthy (VF : Luq Hamet) : Larry Wilson
- Jonathan Silverman (VF : Michel Mella) : Richard Parker
- Catherine Mary Stewart (VF : Virginie Ledieu) : Gwen Saunders
- Terry Kiser (VF : Gérard Hernandez) : Bernie Lomax
- Don Calfa (VF : Claude Joseph) : Paulie
- Gregory Salata (VF : Hervé Jolly) : Marty
- Louis Giambalvo (VF : Jacques Richard) : Vito
- Catherine Parks (VF : Pascale Vital) : Tina
- Ted Kotcheff (VF : Georges Atlas) : Jack Parker
- Jason Woliner (VF : Jackie Berger) : Le garçon sur la plage